# Essjay 사건

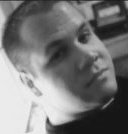
Essjay의 사진, 팬덤의 프로필 파일에서 발췌

Essjay은 영어 위키백과에서 일어난 논란이다. Essjay(Essjay, 영어 위키백과 사용자 페이지)는 2005년 2월 8일부터 영어 위키백과에 활동했던 위키백과 관리자이자 팬덤의 유급 직원으로 본명은 "라이언 조던"(Ryan Jordan)이다. 그는 여러 문서의 편집 분쟁에서 승리하기 위해 자신을 법학과 철학 박사 학위를 소유한 종교학 교수라고 소개했으며 이를 자주 이용해 편집 분쟁에서 승리하였는데 후에 24살의 무학력자 백수인 것으로 밝혀졌다. 이에 대해 Essjay는 인터넷에 상주하는 정신이상자들로부터 자신을 보호할 목적으로 가짜 신분을 만들어냈다고 설명했지만, 먹혀들지 못하고 위키백과를 떠나야만 했다.

## 개요
- 2005년 2월 8일: 위키백과에 Essjay라는 사용자가 등록되었다.
- 2005년 ~ 2006년: Essjay가 영어 위키백과 사용자 페이지에 자신을 신학과 교회법 박사 학위를 소유한 종교학 교수라고 소개했다.
- 2006년 7월 31일: 더 뉴요커의 스테이시 시프 기자가 위키백과에 관한 기사를 게재하였는데, 그 기사에는 Essjay와의 인터뷰가 포함되어 있었다.
- 2007년 1월: 위키아가 Essjay를 고용하였다.
- 1월: 다니엘 브랜트가 더 뉴요커 기사를 실은 기자에게 조던의 이력에 대해 이의를 제기하였다.[2]
- 1월 27일: Essjay가 위키아의 사용자 페이지에 개인정보를 게재하였는데, 실명 (라이언 조던)과 연령, 19세 이후의 직업 경력 그리고 위키미디어 재단 내의 지위에 대한 내용은 위키백과의 사용자 페이지의 기재된 것과는 큰 차이가 났다.
- 2월 2일: 한 위키백과 사용자가 Essjay의 사용자 토론 페이지에 경력의 모순을 문제삼자 Essjay는 이에 대한 해명을 게재하였다.
- 2월 23일: 지미 웨일스는 Essjay를 영어 위키백과 중재 위원회에 회부하였는데, 이후 그는 중재 위원회의 만장일치로 내린 결정을 통해 회부한 것이라고 해명하였다.[3]
- 2월 26일: 더 뉴요커가 2006년 7월 31일자 보도에 대한 정정 보도를 편지 란에 게재하였으며, 이 보도문은 다음날 온라인판에도 게재되었다.[4][5]
- 3월 3일: 지미 웨일스는 조던을 "신뢰할 수 있는 지위"를 문제삼아 사임시켰으며, 조던은 영어 위키백과와 위키아를 탈퇴하였다.[6]
- 3월 5일: 뉴욕 타임스에 기사가 게재되었다.
- 3월 6일: 조던의 현지 신문사가 조던이 2007년 1월에 위키백과 사용자 페이지에 기재한 미국 신탁 프로그램 및 켄터키주 변호사 보조원으로 활동한 경력에 대해 이의를 제기하였다.[7]
- 3월 7일: AP통신이 Essjay 사건을 보도하였다.[8]
- 3월 8일: ABC 월드 뉴스가 Essjay 사건을 2분간 걸쳐 보도하였다.[9]
- 3월 12일: 더 뉴요커가 3월 19일자 편지 란에 지미 웨일스의 정식 사과문을 게재하였다.[10]

## 뉴요커 지와의 인터뷰
퓰리처 상을 받기도 했던 더 뉴요커의 기자 스테시 스치프가 위키백과에 대해서 Essjay와 인터뷰를 한 후("Know It All"(모든 것을 알라). 2006년 7월 31일) 스테시는 위키미디어 재단의 멤버 중 하나로 추천했다. 더 뉴요커 지에 따르면 "Essjay는 위키백과의 관리자로서 충분한 의지가 있지만 그의 사용자 페이지에 자신의 자세한 신원을 올리지 않았다."라고 했다.
인터뷰에서 조던은 더 뉴요커 지와의 인터뷰와 그의 위키백과 사용자 페이지에 자신이 신학과 교회법 학위를 갖고 있으며 사립대학에서 교수로 있다라고 발언했다. 후에 그는 24살이었다는 것과 지역 전문 대학에 떨어졌었으며 무학력이었다는 게 밝혀진다. 더 뉴요커 지는 2007년 2월에 공식적으로 정정 보도를 하였다.

## 같이 보기
- 위키백과의 신뢰도
- 인터넷에선 아무도 당신이 개라는 것을 모릅니다
- 권위에 호소하는 논증